# Monte Stella
A Monte Stella a Serre Calabresi hegyvonulat egy 832 m magas csúcsa Olaszország Calabria régiójában, Pazzano község területén. A hegységet devoni mészkövek építik fel. Mivel a hegység jellegzetesen kúp alakú, a helyiek tévesen tűzhányónak tartották a közeli Strombolihoz, Etnához és Vulcanóhoz hasonlóan.
A 11. században vasércet találtak, melyet egészen a 18. század végéig bányásztak.

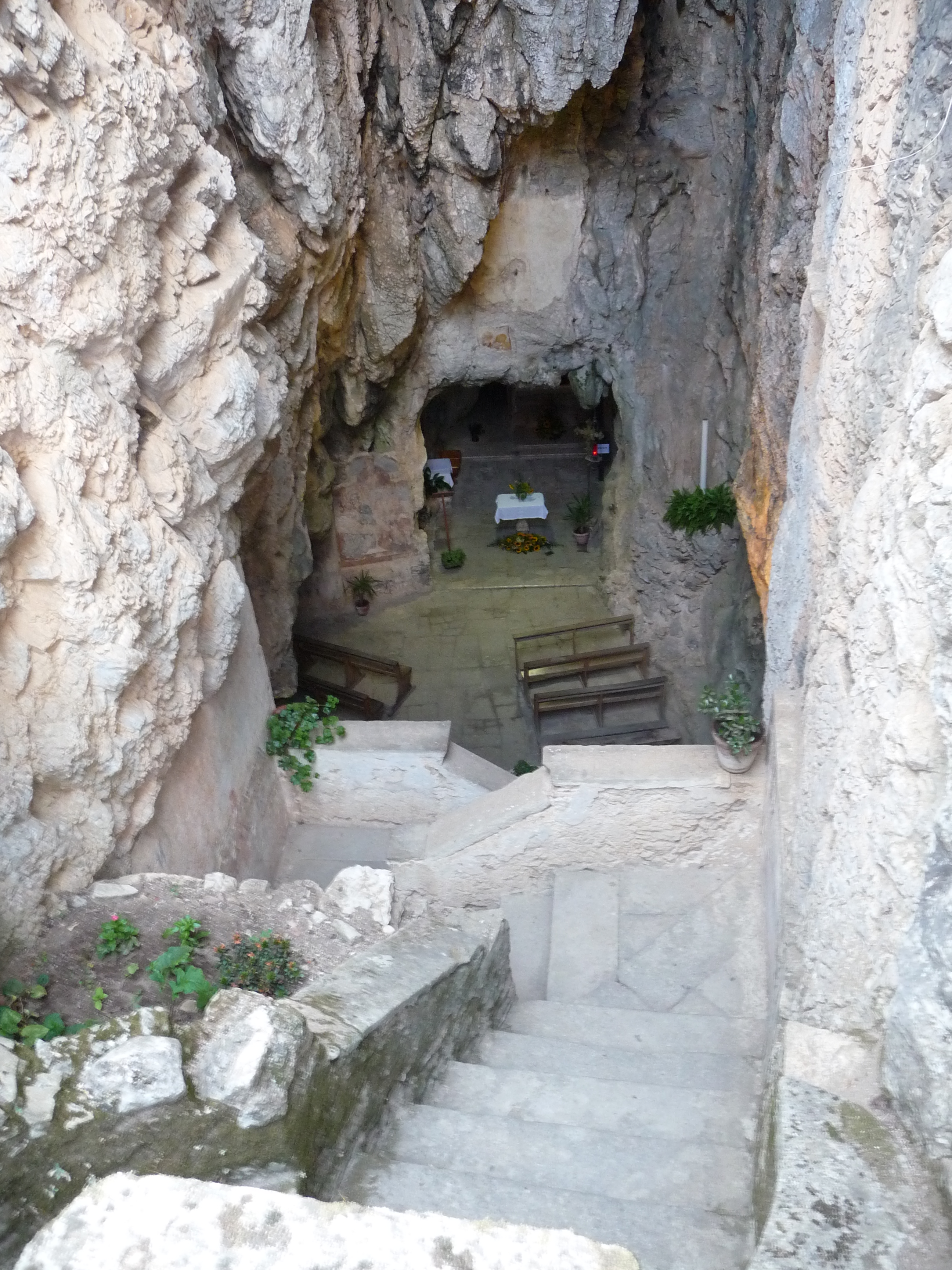
Kápolna a Monte Stella grottójában

A Monte Stella vidékén egészen a 17. századig ortodox szerzetesek éltek, akiket a katolikusok űztek el. A hegy oldalába vájt grottóban egy kápolnát rendeztek be a Szűzanya tiszteletére, aki a helyi legendák szerint elűzte a hegyben lakozó ördögöt.